# Stadio Comandante Andrés Guacurarí
Lo stadio Comandante Andrés Guacurarí è un impianto polivalente situato in Garupá, nella provincia di Misiones. Lo stadio è intitolato a Andrés Guazurary, militare e politico argentino.
L'impianto è usato prevalentemente per ospitare le gare casalinghe del Crucero del Norte. Lo stadio è stato costruito nel 2003. Nel 2007 ha ospitato una gara della Nazionale under-20 argentina contro il Paraguay. Il 27 giugno 2013 venne valutata l'idea di intitolare l'impianto a Cristina Fernández de Kirchner, allora presidente della Nazione. Tuttavia la proposta venne bocciata dalla stessa e lo stadio ha mantenuto il nome attuale.
Nel 2014 lo stadio è stato ampliato in modo da contenere fino a 15 000 spettatori.